# Tolbiac (stanice metra v Paříži)
Tolbiac je nepřestupní stanice pařížského metra na lince 7 ve 13. obvodu v Paříži. Nachází se na křižovatce Avenue d'Italie, pod kterou vede linka metra, a Rue de Tolbiac.

## Historie
Stanice byla otevřena 7. března 1930 při prodloužení linky 10 ze stanice Place d'Italie do Porte de Choisy. Ovšem už 26. dubna 1931 byla část linky 10 od Place Monge až do Porte de Choisy připojena k lince 7.

## Název
Jméno stanice je odvozeno od názvu ulice Rue de Tolbiac. Tolbiac (z latinského Tolbiacum) je bývalý název německého města Zülpich, které leží mezi Bonnem a Cáchamy. V roce 496 se zde konala bitva, ve které franský král Chlodvík I. zvítězil nad Alamany.

## Vstupy
Stanice má několik východů na Avenue d'Italie u domů č. 76, 72 (eskalátor), 55 a 61.